# 재생불량성빈혈
재생불량성빈혈(再生不良性貧血, 영어: aplastic anemia)은 조혈줄기세포가 있는 곳인 골수의 병이다. 재생불량성빈혈은 모든 혈액세포 종류인 적혈구(anemia), 백혈구(leukopenia), 혈소판(thrombocytopenia)의 부족을 만든다. 재생불량은 줄기세포가 성숙한 혈구세포를 만들지 못하는 것을 의미한다.
재생불량성빈혈은 10대와 20대에 흔하며 노년층에서도 발생한다. 화학물질, 약물, 방사선, 감염, 면역질병, 유전에 의해 절반의 사례가 관찰되며 나머지 절반은 불명이다.
명확한 진단은 골수조직검사를 통한다. 정상적인 골수는 30~70%의 혈액줄기세포가 있으나 재생불량성빈혈의 경우에는 대부분이 지방으로 대체되어있다.
재생불량성빈혈은 70%의 경우 면역억제제와 함께 치료되며 일반적으로 항림프구 글로불린 또는 항흉선세포글로불린을 사용한다. 이 말은 재생불량성빈혈이 자가면역질환성이라는 것을 말한다. 줄기세포이식 또한 환자의 나이가 30세 미만일 경우 사용한다.

## 증상
- 빈혈이 권태, 창백과 두근거림과 같은 증상이 함께 오는 경우
- 낮은 혈소판 수치 - 출혈, 멍의 위험을 높임
- 낮은 백혈구 수치 - 감염의 위험을 높임
- 낮은 적혈구 수치 - 미성숙 적혈구 세포가 많다는 의미

## 원인
재생불량성빈혈은 화학물질에 노출, 약물, 방사선, 감염, 면역질병, 유전에 의해 절반의 사례가 보고되며 나머지 절반은 불명이다.
또한 재생불량성빈혈은 때때로 벤젠을 포함하는 특정 약물인 클로람페니콜, 카바마제핀, 페바메이트, 페니토인, 퀴닌, 페닐부타존과 같은 독성물질의 노출에도 연관이 있다. 많은 약물들이 재생불량성빈혈과 연관이 되어있다고 보고되었지만, 매우 낮은 확률이라 알려져있다. 예를 들어, 클로람페니콜의 경우 40,000건의 치료중 1건 미만으로 보고 되었을 정도로 매우 낮다.
방사성물질으로부터 온 전리방사선 또한 재생불량성빈혈의 원인이다. 방사선연구로 유명한 마리 퀴리의 경우 오랜기간 보호되지 않은 환경에서 방사성물질과 연구를 하였기에 재생불량성빈혈로 사망하였다. 전리방사선이 어떠한 영향으로 손상을 주는지는 알려지지 않았다.
급성간염환자의 최대2%까지 재생불량성빈혈로 보고되었다.
자가면역질환의 경우 백혈구가 골수를 공격하여 재생불량성빈혈을 일으킨다.
재생불량성빈혈은 파보바이러스가 원인이 될 수도 있다. 사람의 경우 P항원은 파보바이러스 B19의 세포수용체이며 어린이에 있어 재생불량성빈혈을 일으킨다. 파보바이러스는 적혈구의 생산을 멈추게 한다. 대부분의 경우, 적혈구의 수명이 120일이기에 급작스런 수치의 하락이 없으므로 별다른 증상없이 진행이 된다. 그러나 겸상적혈구환자의 경우 파보바이러스의 감염이 심각한 빈혈을 일으킨다.

## 진단
재생불량성환자는 적혈구, 백혈구, 혈소판의 수치가 떨어진 상태이다. 그렇기에 오로지 적혈구 수치만 낮은 적혈구 무형성증과 같은 경우와는 구별되어야한다. 진단은 오직 골수의 생검을 통해 이뤄진다. 조직검사를 하기 전 일반적으로 환자는 혈액검사를 실시하여 전체혈구계산, 신장기능검사, 전해질검사, 간효소검사, 흉선기능검사, 비타민B12, 엽산농도 검사를 한다.
재생불량성빈혈의 감별진단을 위해 다음 진단을 시행한다.
1. 골수 조직검사: 범혈구감소증의 다른 원인을 찾기 위함
2. 세포독성 화학치료의 원인불명한 노출의 경험: 일시적인 골수기능의 억제가 일어난다.
3. X-ray, CT스캔, 초음파검사: 림프절의 비대발생
4. 흉부 X-ray: 감염
5. 간기능검사: 간질환
6. 바이러스성연구: 바이러스감염
7. 비타민B12, 엽산의 농도: 비타민부족
8. 발작성 야간혈색소 요증, paroxysmal nocturnal hemoglobinuria: Ham's 검사(적혈구가 산성환경에서 용혈되는지 관찰)
9. 항체검사: 면역기능(자가면역질환검사)

## 치료
면역관련 재생불량성빈혈은 면역계를 억제하는 치료를 한다. 이것은 매일 먹는 약으로 된다. 더 심각한 경우에는 골수이식을 한다. 이식된 골수는 공여자의 골수로 교체된다. 그렇기에 다분화능줄기세포가 재구성되어 환자에게 새로운 면역계를 만들게 한다. 이것이 종종 환자의 장기를 공격하기도 한다.
재생불량성빈혈의 의료적 치료는 종종 짧은 기간의 antithymocyte globulin(ATG) 또는 anti-lymphocyte globulin|antilymphocyte globulin(ALG)과 몇달간의 치료인 cyclosporin을 통한 면역계의 조절이 있다. 약한 화학적치료는 cyclophosphamide와 vincristine이 효과적이다. ATG와 같은 항체치료는 골수를 공격하게 한다. 스테로이드는 일반적으로 효과적이지 않다고 알려져있으나 ATG에 의한 혈청병을 치료하기 위해 사용한다.
cyclophosphamide를 포함하는 하나의 전망있는 연구는 높은 사망률 때문에 일찍이 사장되었다.
위의 가능한 치료들이 개발되기 이전에는 낮은 백혈구 수치를 가진 환자들에게 감염을 막기 위하여 멸균된 방에 있게 하였다.

### 팔로우업
일반적으로 총혈구수치검사를 통해 환자의 관해를 판단한다.
환자 중 10~33% 가 희귀병의 상태가 된다. 유세포분석기를 통하여 PNH(paroxysmal nocturnal hemoglobinuria)로 발달하는지를 관찰하게 된다.

## 예후
치료되지 않은 재생불량성빈혈은 높은 사망률을 보인다. 약 또는 줄기세포이식을 통한 치료는 5년 이상 생존률이 70%정도이다. 나이가 어릴수록 더 높은 생존률을 보인다.
줄기세포이식을 통한 생존률은 나이 그리고 공여자와의 적합도에 따라 다양하게 나타난다. 20세 이하의 환자의 경우 82%, 20~40세의 환자의 경우 72%, 40이상 환자의 경우 50%에 근접한 생존률을 보인다. 적합도가 높은 자매 공여자의 경우 좋은 예후를 보이는 반면 연관이 없는 공여자로부터 받게 되면 나쁜 예후를 보인다.
나이가 많은 환자중 적합한 공여자를 찾지 못한 경우 면역억제제와 함께 치료를 받은 경우 5년이상 생존률이 최대 75%까지 올라갔다.

## 같이 보기
- 판코니 빈혈